# Stazione di Sassuolo Radici
Stazione di Sassuolo vasútállomás Olaszországban, Sassuolo településen.

## Vasútvonalak
Az állomást az alábbi vasútvonalak érintik:
- Reggio Emilia-Sassuolo-vasútvonal

## Kapcsolódó állomások
A vasútállomáshoz az alábbi állomások vannak a legközelebb:
- Veggia railway halt (Stazione di Reggio Emilia, Reggio Emilia-Sassuolo-vasútvonal)